# Elecciones provinciales de Buenos Aires de noviembre de 1931
Las elecciones generales de la provincia de Buenos Aires de noviembre de 1931 tuvieron lugar el 8 de noviembre del mencionado año con el objetivo de restaurar la constitucionalidad de la provincia luego de la dictadura militar de José Félix Uriburu, y de la anulación de los anteriores comicios. La Unión Cívica Radical y el Partido Socialista boictoearon las elecciones ante la evidente falta de garantías. De este modo, el candidato del Partido Demócrata de Buenos Aires, Federico Martínez de Hoz, obtuvo una victoria aplastante contra José Camilo Crotto, candidato de la Unión Cívica Radical Antipersonalista y exgobernador de la provincia. Sin embargo, un 41.59% de los votantes se expresó mediante el voto en blanco o anulado, lo que minó severamente la legitimidad de las elecciones.

## Resultado
|  | 94,25 % |

|  | 5,75 % |

|  | 58,41 % |

|  | 41,59 % |